# Willard Tibbetts
Willard Lewis Tibbetts Jr. (* 26. März 1903 in South Boston, Massachusetts; † 28. März 1992 in Brewster, Massachusetts) war ein US-amerikanischer Langstreckenläufer.
Beim Mannschaftsrennen über 3000 m der Olympischen Spiele 1924 in Paris kam er auf den zwölften Platz (unter Berücksichtigung der Streichresultate Platz 11) und gewann mit dem US-Team Bronze.
Als Student an der Harvard University wurde er 1925 und 1926 IC4A-Meister über zwei Meilen.